# Міст Руї
Міст Руї (кит.: 如意桥 Rúyì qiáo) — пішохідний міст у Тайчжоу (Чжецзян, Китай), що складається з трьох мостів. Побудований над долиною Шеньсяньдзю і має скляну доріжку. Незвичні вигнуті доріжки спроєктовано у вигляді китайських руї.

## Огляд

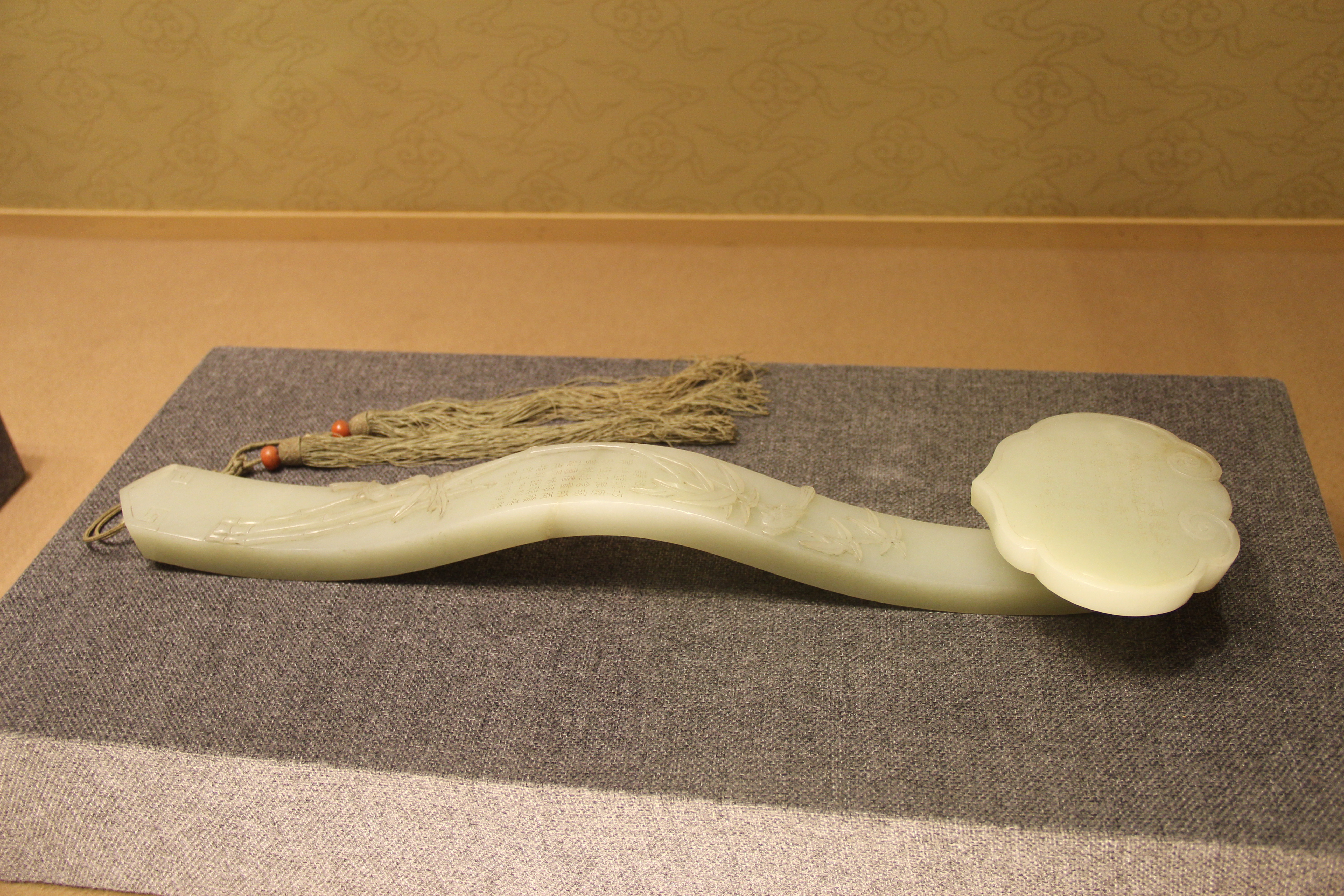
Кажуть, що міст нагадує Руї (скіпетр)

Планування будівництва почалося 2017 року. Відкрито міст у вересні 2020 року і до листопада цього ж року його відвідало 200 000 осіб. Експерт зі сталевих конструкцій Хе Юньчан (He Yunchang) спроєктував міст так, щоб він нагадував нефритовий руї — китайський символ удачі. Це дворівневий скляний міст довжиною 100 м  (330 фут) на висоті 140 м (460 фут) над землею. Туристична пам'ятка долини Шеньсяньдзю, один із 2000 китайських мостів зі скляним полотном.
2020 року канадський астронавт Кріс Гедфілд завантажив у Twitter відео мосту, зроблене дроном, яке стало вірусним. Відео містило підпис: «Я б хотів кращих поручнів» (англ. I'd want better handrails). Багато глядачів сумнівалися, що міст справжній; пізніше Сноупс провів розслідування та визначив, що відео справжнє, а не дипфейк.

## Конструкція
Міст хвилястий і має три окремі пішохідні доріжки, частини яких мають скляне полотно. Конструкцію описують як три хвилеподібні мости, покликані злитися з природним пейзажем. Мадлен Грей із The Sydney Morning Herald описала вигляд мосту як «суміш ланцюга ДНК і футуристичного ока Саурона» (англ. mix between DNA strand and a futuristic Eye of Sauron).
Дизайнер мосту Хе Юньчан — інженер-конструктор, який брав участь у проєктуванні «Пташиного гнізда», стадіону, що використовувався для Олімпійських ігор 2008 року в Пекіні.